# Люба Венді
«Люба Венді» (англ. Dear Wendy) — драма Томаса Вінтерберга за сценарієм Ларса фон Трієра. Лауреат призу «Срібний Святий Георгій» за найкращу режисуру XXVII Московського кінофестивалю.

## Сюжет
Дія фільму відбувається у бідному шахтарському містечку Істерслоуп в Західній Вірджинії (США), яке дуже нагадує трієрівські Догвіль і Мандерлей. Парубок на ім'я Дік (Джеймі Белл) знаходить пістолет і, незважаючи на свій миролюбний характер, починає відчувати до нього ніжну прихильність. Свій пістолет він називає Венді і ставиться до нього як до коханої жінки. Поступово він знаходить однодумців — одинаків та невдах з рідного містечка — і організовує у занедбаній шахті таємний клуб любителів зброї «Денді». Головний закон клубу — не використовувати пістолети за призначенням. Однак незабаром членам клубу доведеться усвідомити, що правила існують для того, щоб їх порушувати.

## У ролях
- Джеймі Белл — Дік
- Білл Пуллман — Крагсбі
- Марк Веббер — Стіві
- Кріс Овен — Х'юї
- Елісон Пілл — Сьюзен
- Денсо Гордон — Себастіан
- Майкл Ангарано — Фредді
- Новелла Нельсон — Кларабелл

## Цікаві факти
- В сценарії Ларса фон Трієра героям фільму було близько двадцяти років, але Томас Вінтерберг вирішив зробити їх підлітками. Трієр заявив, що це була чудова ідея.
- У стрічці звучить численні пісні популярної в 1960-ті роки британської поп-рок групи The Zombies (She's Not There, Time of the Season та інші).